# Josef Hrabal
Josef Hrabal (1882–1967) a cseh író, Bohumil Hrabal apai nagybátyja, ismertté azonban irodalmi és filmtörténeti alakként, Pepin bácsi (csehül strýc Pepin) néven vált.

## Élete
Az első világháborúban katonaként szolgált, később cipészként dolgozott, majd 1924-ben öccséhez költözött Nymburkba, és itt is maradt haláláig. Sajátos történeteivel, életszemléletével döntő hatást gyakorolt Bohumil Hrabal művészetére, aki többek között „példaképének”, „múzsájának” is nevezte Pepin bácsit.

## Ábrázolása
Több Hrabal-műben is szerepel, például:
- Sörgyári capriccio (Postřižiny); Európa Könyvkiadó, 1979. ISBN 9630720655
- A városka, ahol megállt az idő; Európa Könyvkiadó, 1996. ISBN 9630760339
- Díszgyász; Európa Könyvkiadó, 1981. ISBN 963-07-2667-X
- Táncórák idősebbeknek és haladóknak (Taneční hodiny pro starší a pokročilé); Európa Könyvkiadó, 1993. ISBN 9630755556
- Harlekin milliói (Harlekýnovy milióni); Európa Könyvkiadó, 1990. ISBN 9630750163
- Az agg Werther szenvedései; magyarul in: Skizofrén evangélium; Kalligram Könyvkiadó 1996. ISBN 8071491160
- Protokoll, avagy hozzászólás a reneszánszhoz, Josef bácsikám lejegyzésében magyarul in: Skizofrén evangélium; Kalligram Könyvkiadó 1996. ISBN 8071491160

Filmben:
- Jiří Menzel: Sörgyári capriccio (Pepin bácsi megszemélyesítője: Jaromír Hanzlík)